# Manuel Ubalde
José Manuel Ubalde y Zevallos (Moquegua, 1758 - Cusco, 5 de diciembre de 1805) fue un abogado y precursor de la independencia del Perú. Junto con Gabriel Aguilar, dirigió en 1805 una conspiración para independizar al Perú de España y restaurar el monarquía incaica. Delatado antes de producirse el alzamiento, fue apresado y ajusticiado.

## Trayectoria

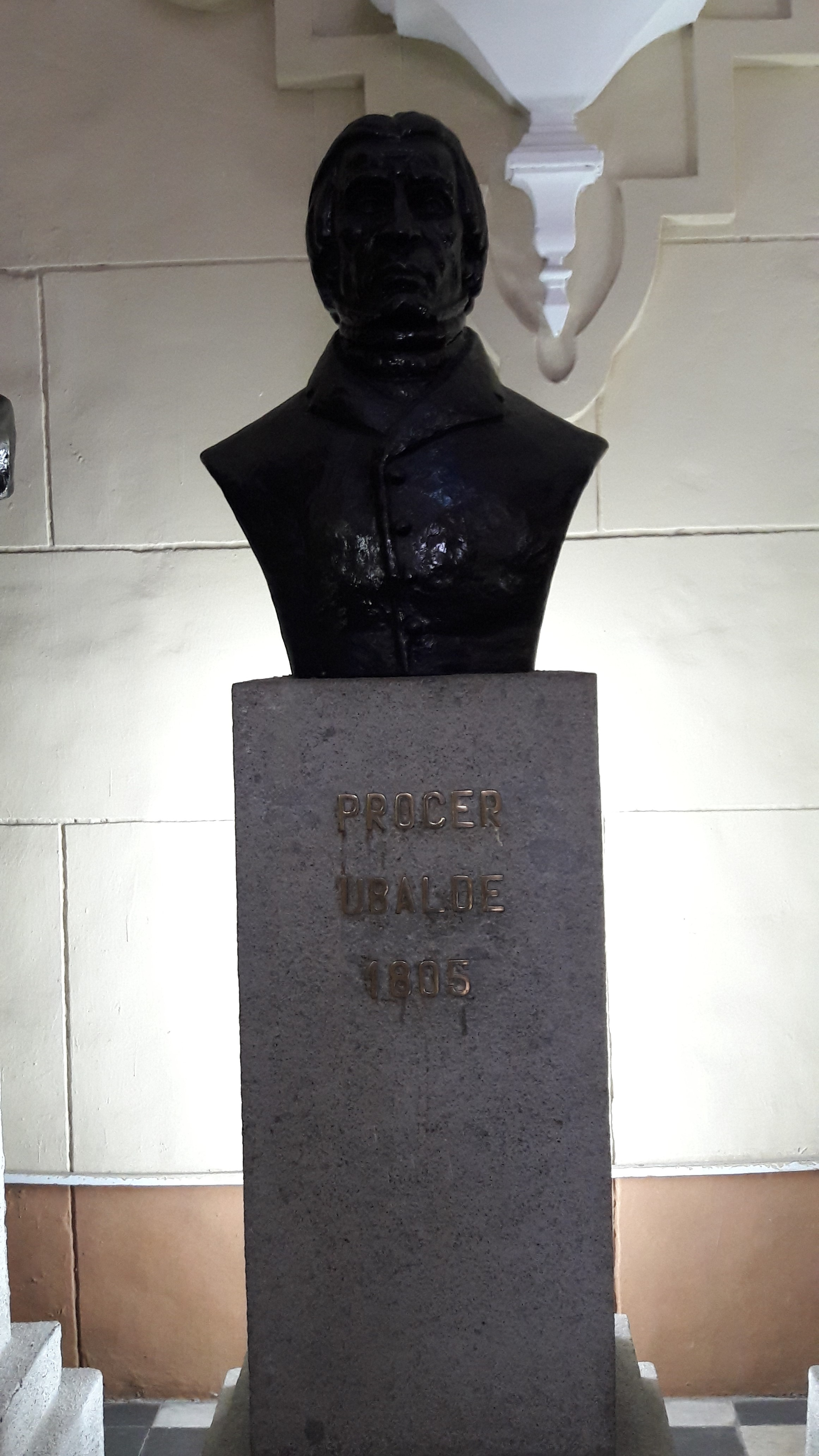
Efigie de Ubalde en el Panteón de los Próceres en Lima.

Hijo del coronel Simón Ubalde y Rosa Zevallos. Nació en Moquegua el 27 de marzo de 1766. A temprana edad se trasladó al Cuzco, donde estudió en el Colegio de San Bernardo y la Universidad de San Antonio Abad. Hacia 1792 pasó a Lima, donde completó su formación en el Real Convictorio de San Carlos. Se graduó de doctor en Leyes en la Universidad de San Marcos y se recibió de abogado.
Ejerció su profesión en Lima, donde conoció al minero huanuqueño Gabriel Aguilar, a quien representó en algunos litigios, y con quien forjó una gran amistad. Pasó luego al Cuzco, al ser nombrado teniente asesor del presidente de la Audiencia, el brigadier Manuel Ruiz Urriés de Castilla,  I conde de Ruiz de Castilla.
Tras ser destituido de su cargo de asesor en 1804, se concertó con  Gabriel Aguilar (que por entonces se hallaba de visita en la Ciudad Imperial), para organizar una rebelión independentista y restablecer el Imperio Inca. Lograron el apoyo del regidor Manuel Valverde Ampuero, quien por vía materna era descendiente de los incas, por lo que se entendió que de triunfar la revolución sería consagrado como inca gobernador del Perú; también participaron fray Diego Barranco, el abogado Marcos Dongo, el cacique Diego Cusihuamán del barrio San Blas del Cuzco, el presbítero José Bernardino Gutiérrez y otros religiosos. 
Prepararon dos expediciones que debían marchar sobre Lima y Potosí. En momentos que se llevaban a cabo los últimos preparativos fueron traicionados por Mariano Lechuga. Este último le contó detalles de estas acciones al oidor Manuel P. Berriozábal quien se las transmitió al Conde de Ruiz de Castilla. El Conde mostró su dudas, por lo que para convencerlo Lechuga fingió estar enfermo, llamando a su casa a Ubalde, después de ocultar en su cuarto inmediato al oidor Berriozábal y al Secretario de la Real Audiencia. De esta manera comprobó la verdad de la denuncia y recogiendo mayor información, Manuel Ruiz Urriés de Castilla se vio obligado a dictar providencias, empezando por la prisión de los acusados y el acuartelamiento de las tropas. Los líderes y conspiradores Aguilar y Ubalde fueron apresados, sometidos a juicio por las autoridades virreinales. Para el doctor Dongo 10 años de presidio en África confiscándole sus bienes, declarándole inhábil para obtener empleos y borrándole la matrícula de abogado. Al cacique mayor Cusihuamán, destitución de su cargo, inhabilitación para volver a obtenerlo y residencia forzosa en Lima por dos años. Al franciscano Barranco, a Valverde y el presbítero Bernardino Gutiérrez destierro a España a disposición del Rey; para el cura Marcos Palomino a reclusión temporal. Se declaró inocente al teniente coronel Mariano Campero. Gabriel Aguilar y Manuel Ubalde fueron condenados a la pena de muerte y ahorcados en la plaza mayor del Cuzco el 5 de diciembre de 1805.